# Ildjarn
Ildjarn byl norský hudební sóloprojekt a zároveň pseudonym Vidara Våera (bývalého baskytaristy death metalové kapely Thou Shalt Suffer) založený v roce 1992 ve městě Bø. Jeho doménou byl black metal a ambientní hudba. 
Některé nahrávky vytvořil společně s přáteli Nidhoggem a Ihsahnem.

## Diskografie

### Demo nahrávky
- Unknown Truths (1992)
- Seven Harmonies of Unknown Truths (1992)
- Ildjarn (1993)
- Minnesjord (1994)

### Studiová alba
- Ildjarn (1995)
- Landscapes (1996)
- Strength and Anger (1996)
- Forest Poetry (1996)

### EP
- Son of the Northstar (2001)
- Nocturnal Visions (2004)
- Ildjarn 93 (2005)

### Kompilace
- Det frysende nordariket (1995)
- 1992–1995 (2002)
- Minnesjord – The Dark Soil (2004)
- Ildjarn Is Dead (2005)
- Rarities (2012)